# Ракитников, Андрей Николаевич
Ракитников Андрей Николаевич (4 марта 1903, Саратовская губерния — 14 сентября 1994, Москва) — советский и российский экономикогеограф, один из основоположников отечественной географии сельского хозяйства.
Его работы посвящены исследованию широкого круга проблем использования земель и форм организации территории, размещению основных отраслей растениеводства и животноводства, типологии и районированию сельскохозяйственного производства.

## Биография и образование
Родился в семье члена ЦК партии эсеров Николая Ивановича Ракитникова. После революции 1905 г. Николай Иванович был сослан в г. Покровск, расположенный на берегу р. Лена недалеко от Якутска, куда выехала и его семья. В 1907 г. Ракитниковы эмигрировали во Францию. Образование А. Н. Ракитников получил в Париже, в школе Ecole normale. В 1917 г. семья Ракитниковых возвратилась в Россию. В 1920—1924 гг. А. Н. Ракитников учился в Саратовском сельскохозяйственном институте. В студенческие годы слушал лекции таких выдающихся учёных, как Н. И. Вавилов, Н. М. Тулайков.

## Научная деятельность
В методологическом плане Ракитников разработал экономико-географический подход к изучению сельского хозяйства, включая экономический анализ природных условий, методы сельскохозяйственного районирования, классификации систем земледелия и форм организации территории. Обоснованы также подходы к историко-географическому анализу размещения сельского хозяйства. Ракитников рассматривал сложные вопросы формирования закономерностей территориальной организации сельскохозяйственного производства. Он обосновал принципиальные подходы к изучению и использованию опыта зарубежных стран в развитии сельского хозяйства на основе применения метода природных аналогов. Большое внимание в исследованиях Ракитникова уделено разработке картографических методов при изучении видов использования земель, форм организации территории, размещении культур и отраслей растениеводства, способов содержания животных, локализации типов сельскохозяйственных предприятий и районов. Он разработал классификацию использования земель применительно к задачам проведения полевых экономико-географических исследований и составления крупномасштабных карт. Сочетания основных групп сельскохозяйственных культур и способов воздействия на среду выращиваемых растений положены в основу классификации систем (форм) земледелия. Он принимал участие в создании карты «Сельскохозяйственное районирование СССР. М 1:4000000». На карте выделено свыше восьмидесяти районов, которые объединены в 12 групп по степени сходства их главных признаков.
В Московском университете читал курсы по географии сельского хозяйства, технико-экономическим основам сельскохозяйственного производства. В разные годы читал также лекции по истории народного хозяйства, по географии сельского хозяйства мира, введению в историческую географию, проводил студенческие и аспирантские семинары на кафедре экономической географии СССР. Теоретические и методические обобщения Ракитникова в значительной мере опираются на опыт полевых экономико-географических исследований, проведенных им в различных регионах нашей страны.

## Экспедиционные исследования
С 1924 г. Ракитников участвует в экспедиционных исследованиях Южного и Западного Казахстана, Центральной Киргизии, Узбекистана, которые проводились в целях выявления природных ресурсов и дальнейшего хозяйственного освоения обширных территорий полупустынной и пустынной зон. На основе материалов этих полевых обследований разработаны новые методы хозяйственной интерпретации использования земель в различных типах горных и равнинных ландшафтов в связи с особенностями организации территории. В 1948—1955 гг. Ракитников участвовал в работе Прикаспийской экспедиции в связи с проведением крупных гидромелиоративных мероприятий по обводнению и орошению пустынно-степных и пойменных земель Прикаспийской низменности, Волго-Ахтубинской поймы и дельты Волги. Со второй половины 1950 гг. под его руководством проводились экспедиционные исследования в различных регионах страны по изучению и картографированию использования земель и типологии сельского хозяйства. Среди них экспедиционные работы на Украине, в Узбекистане, на территории Нечернозёмной зоны РФ, Западной Сибири и низовьях Дона.
Умер в 1994 году. Похоронен на Химкинском кладбище.

## Основные работы
- «Центральный Тянь-Шань и Иссык-Кульская котловина» (1936).
- «Сельскохозяйственные зоны СССР» (1938—1941).
- «Ергени и Прикаспийская низменность (экономико-географический очерк)» (1952).
- «География сельского хозяйства СССР» (1958).
- «Основные вопросы сельскохозяйственной оценки земель» (1960).
- «Природа и сельское хозяйство Волго-Ахтубинской долины и дельты Волги» (1962).
- «Комплексное изучение сельскохозяйственных территорий» (1963).
- «Методы изучения и картографирования использования земель» (1964).
- «Сельскохозяйственное районирование» (1965).
- «География сельского хозяйства (проблемы и методы исследования)» (1970).
- «О методах перспективного сельскохозяйственного районирования» (1979).
- «Сельское хозяйство» (1985).
- «Карта сельскохозяйственного районирования СССР для ВУЗов» (1989).
- «Избранные труды» (2003).